# Pentaméthylcyclopentadiène
Le 1,2,3,4,5-pentaméthylcyclopentadiène est un diène cyclique de formule C5(CH3)5H. C'est un précurseur du ligand 1,2,3,4,5-pentaméthylcyclopentadiényle, souvent noté « Cp* » (pour montrer que les cinq groupes méthyle radient du cycle comme une étoile à cinq branches). Contrairement aux autres cyclopentadiènes moins substitués, Cp*H n'a pas tendance à se dimériser.

## Synthèse

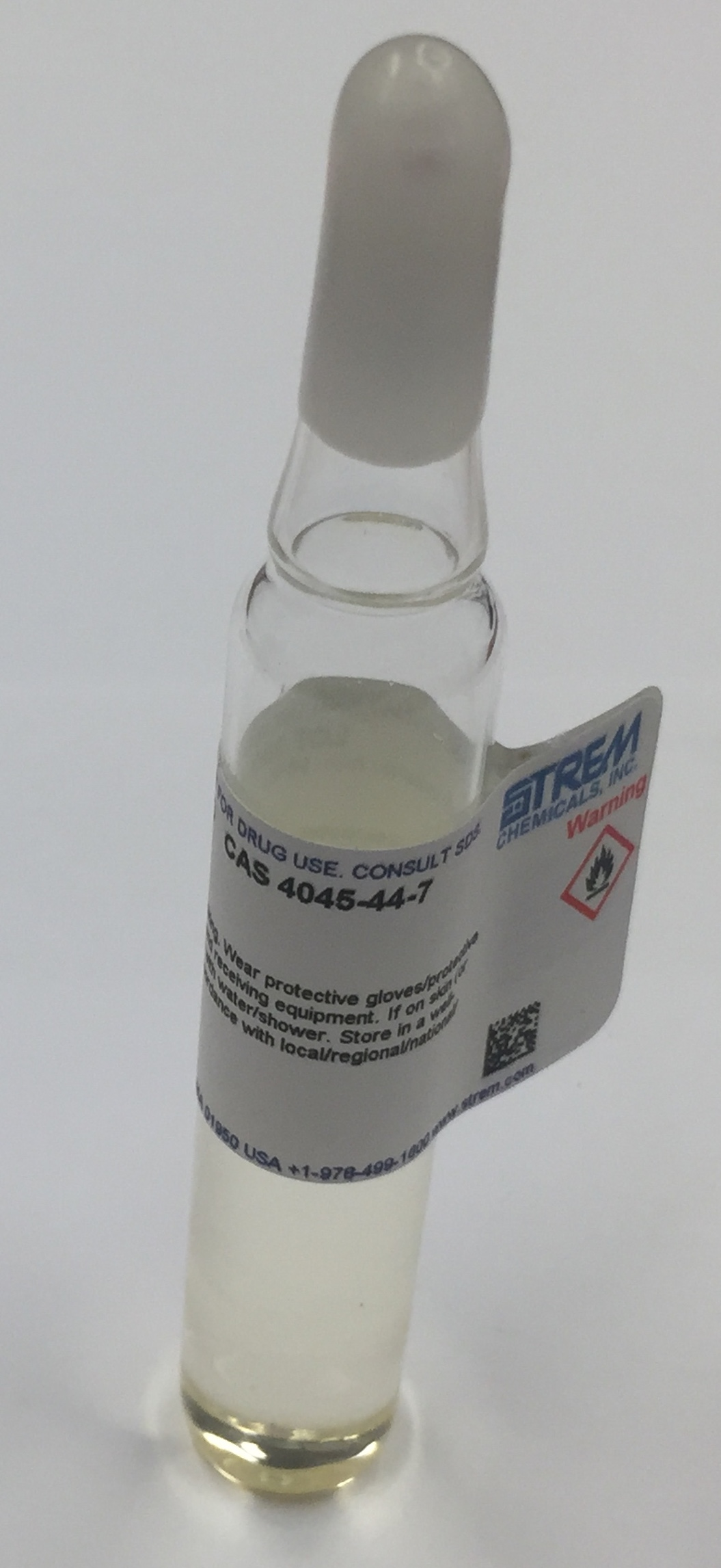
Échantillon de pentaméthylcyclopentadiène en ampoule.

Le pentaméthylcyclopentadiène a d'abord été préparé à partir du tiglaldéhyde via la 2,3,4,5-tétraméthylcyclopent-2-énone. Il peut également être synthétisé par addition du 2-butényllithium sur l'acétate d'éthyle suivie d'une déshydrocyclisation en catalyse acide, :
2 MeCH=C(Li)Me  +  MeC(O)OEt   →   (MeCH=C(Me))2C(OLi)Me  +  LiOEt
(MeCH=C(Me))2C(OLi)Me  +  H+    →   Cp*H  +  H2O  +  Li+